# Anopina ednana
Anopina ednana é uma mariposa da família Tortricidae. Pode ser encontrada no leste da América do Norte, incluindo Maine, Massachusetts, Nova Hampshire, Carolina do Norte, Ontário, Pensilvânia, Quebec, Tennessee e Virgínia Ocidental.
A envergadura é de onze a doze milímetros.

Foi nomeado em homenagem à ilustradora científica Edna L. Beutenmüller.